# Anne Schedeen
Luanne Ruth Schedeen (Portland, Oregón, 7 de enero de 1949), conocida profesionalmente como Anne Schedeen, es una actriz estadounidense ya retirada, famosa por interpretar a Kate Tanner en la serie de televisión ALF, transmitida de 1986 a 1990.
Uno de sus primeros papeles como protagonista fue como Sara Frank en la telenovela de horario estelar Paper Dolls.
Otros de sus créditos incluyen papeles como invitada en éxitos de televisión como Cheers, Three's Company, The Incredible Hulk, Baretta, Family, Emergency!, McCloud, Marcus Welby, M.D., Magnum P.I., Murder, She Wrote, Judging Amy, The Six Million Dollar Man, The Bionic Woman, E/R y Simon & Simon.
Sus créditos cinematográficos incluyen Embryo y Second Thoughts.
Ha estado casada con Christopher Barrett desde 1984 y tiene una hija llamada Taylor (nacida en 1989). Vive actualmente en Los Ángeles, donde trabaja como decoradora y anticuaria.
Se retiró de la actuación en 2001.

## Filmografía
- Embryo (1976) como Helen Holliston
- Second Thoughts (1983) como Janis

### Televisión
- Aloha Means Goodbye (1974) como Azafata
- Get Christie Love! (1 episodio, 1974)
- Ironside como Vicki (1 episodio, 1974)
- Lucas Tanner como Auxiliar de vuelo Carolyn (1 episodio, 1974)
- The Six Million Dollar Man como Tina Larson (1 episodio, 1974)
- McCloud como Tina (1 episodio, 1975)
- Three for the Road (1 episodio, 1975)
- You Lie So Deep, My Love (1975) como Ellen
- Emergency! como Carol (6 episodios, 1974-1976)
- Marcus Welby, M.D. como Sandy Porter (13 episodios, 1974-1976)
- The Bionic Woman como Milly Wilson (1 episodio, 1976)
- Switch como Keelie Blair (2 episodios, 1975-1978)
- Exo-Man (1977) como Emily Frost
- Family como Susie (2 episodios, 1977)
- Flight to Holocaust (1977) como Linda Michaels
- Kingston: Confidential (1 episodio, 1977)
- Lanigan's Rabbi (1 episodio, 1977)
- Almost Heaven (1978) como Margie
- Baretta como Linda (1 episodio, 1978)
- Project U.F.O. como Helen McNair (1 episodio, 1978)
- Three's Company como Linda (5 episodios, 1978-1982)
- Champions: A Love Story (1979) como Diane Kachatorian
- The Incredible Hulk como Kimberly Dowd (1 episodio, 1979)
- Never Say Never (1979) como Dr. Sarah Keaton
- Cheers como Emily Phillips (1 episodio, 1984)
- E/R como Karen Sheridan (1 episodio, 1984)
- Paper Dolls como Sara Frank (13 episodios, 1984)
- Simon & Simon como Bailey Randall (2 episodios, 1982-1985)
- Braker (1985) como Teniente Polly Peters
- If Tomorrow Comes (1986) como Charlotte
- Magnum, P.I. como Audrey Gilbert (1 episodio, 1986)
- Murder, She Wrote como Julia Granger (1 episodio, 1986)
- Slow Burn (1986) como Mona
- Cast the First Stone (1989) como Elaine Stanton
- ALF como Kate Tanner (98 episodios, 1986-1990)
- Perry Mason: The Case of the Maligned Mobster (1991) como Paula Barrett
- Praying Mantis (1993) como Karen
- Heaven's Prisoners (1996) como Jungle Room Patron
- Judging Amy como Det. Peggy Fraser (3 episodios, 2001)